# Roy W. Howard
Roy Wilson Howard  (1883 - 20 novembre 1964) était un journaliste américain qui fut président, de 1912 à 1923, de l'United Press, agence de presse américaine créée en 1907, puis associé de l'éditeur de presse et magnat des médias Edward Willis Scripps, dont il a dirigé l'Empire de presse Scripps-Howard.

## Biographie
Roy W. Howard est né dans l'Ohio en 1883 et a passé son enfance à Indianapolis, où il est livreur du journal Indianapolis Star, dont il devient rapidement un collaborateur, d'abord pour les pages sportives, puis pour le reste du journal. Il devient correspondant à New York pour les publications d'Edward Willis Scripps, avec un salaire de 33 dollars par semaine, en tant que directeur du bureau de New York de la Publisher's Press Association, l'une des trois associations de journaux que l'Empire de presse Scripps-Howard va fusionner pour créer United Press.
En 1908, après un entretien d'embauche dans sa propriété de Miranar, Edward Willis Scripps fait de lui le nouveau président de la United Press et en 1912, Reuters envisage de remplacer Associated Press par la nouvelle agence, au sein de l'alliance mondiale des agences de presse.
Lors de la Première Guerre mondiale, il fut le premier journaliste à publier la nouvelle de l'Armistice de 1918, quatre jours avant qu'il ne soit annoncé officiellement. Roy W. Howard apprend la nouvelle presque par hasard, alors qu'il est en route pour New York en provenance de Buenos Aires où il était parti pour tenter de confirmer la signature d'un contrat avec George Mitre, patron du prestigieux quotidien argentin Nacion, que lui disputent l'Associated Press et l'Agence Havas. Faute de place dans les bateaux, il doit faire un détour par l'Espagne et la France pour aller à New York, et se retrouve à Brest, où il déjeune avec l'amiral américain Henry B. Wilson, qui lui fait passer l'information, obtenue selon lui auprès de l'ambassade. Quelques années plus tôt, l'agence UPI avait été jugé favorable à l'entrée en guerre des États-Unis alors que sa rivale INS la combattait ouvertement. Une dépêche UPI du vendredi 7 novembre 1918 à 11 heures 56, cosignée par le PDG et le rédacteur en chef étranger William Philip Sims, alors à Paris, annonce l'armistice, mais un historien estime que les procédures de vérification n'auraient pas été respectées. À 13heures, les opérations sont stoppées à Wall Street et les magasins ferment. Un cortège se forme dans New York sous les sirènes, les chants et les pluies de confetti.
Il se fait aussi connaître comme un rédacteur en chef exigeant. Howard exigeait en effet que toute dépêche comportât, dans son premier alinéa, juste séparé par des virgules, les réponses aux Cinq w du journalisme: "who did what, where and when, and why" (qui a fait quoi, où, quand et pourquoi ?).
Sous sa présidence, l'entreprise United Press réussit une percée en Europe, qui sera poursuivie par son successeur à partir de 1923, Karl Bickel. En 1922 Roy W. Howard devient l'associé d'Edward Willis Scripps, qui en fait son successeur, quatre avans de mourir, pour l'avoir aidé à augmenter le périmètre de son empire, par le rachat de nouveaux journaux. Il dirige alors l'ensemble du groupe et n'épargne pas ses efforts pour concurrencer l'Associated Press partout dans le monde.
En plus de ses responsabilités managériales, il continue à faire du reportage. En 1933, il enquête en Mandchourie sur le front de la guerre sino-japonaise, qu'il couvre successivement des deux côtés, pour montrer l'indépendance de son groupe de presse. Il décroche le premier interview accordé par l'Empereur Hirohito à un journaliste américain. En 1936, il obtient cette fois une interview de Staline dans les locaux du Kremlin, mais a la mauvaise surprise de constater qu'elle a été reprise et éditée par les autorités russes. Après sa retraite entamée en 1953 à l'âge de 66 ans, il reste très actif au sein de l'entreprise jusqu'à sa mort.